# Champfleury (Aube)
Pour les articles homonymes, voir Champfleury.
Champfleury est une commune française, située dans le département de l'Aube en région Grand Est.

## Géographie
| Salon           | Salon           | Villiers-Herbisse |
| Salon           | Champfleury     | Herbisse          |
| Plancy-l'Abbaye | Plancy-l'Abbaye | Viâpres-le-Petit  |

### Toponymie
Au territoire se trouvait la Bertheline, Bonne-voisine, Moulin à vent dans un cadastre de 1810.
Chauffreis en 1205.

### Hydrographie
La commune est dans la région hydrographique « la Seine de sa source au confluent de l'Oise (exclu) » au sein du bassin Seine-Normandie. Elle n'est drainée par aucun cours d'eau,.

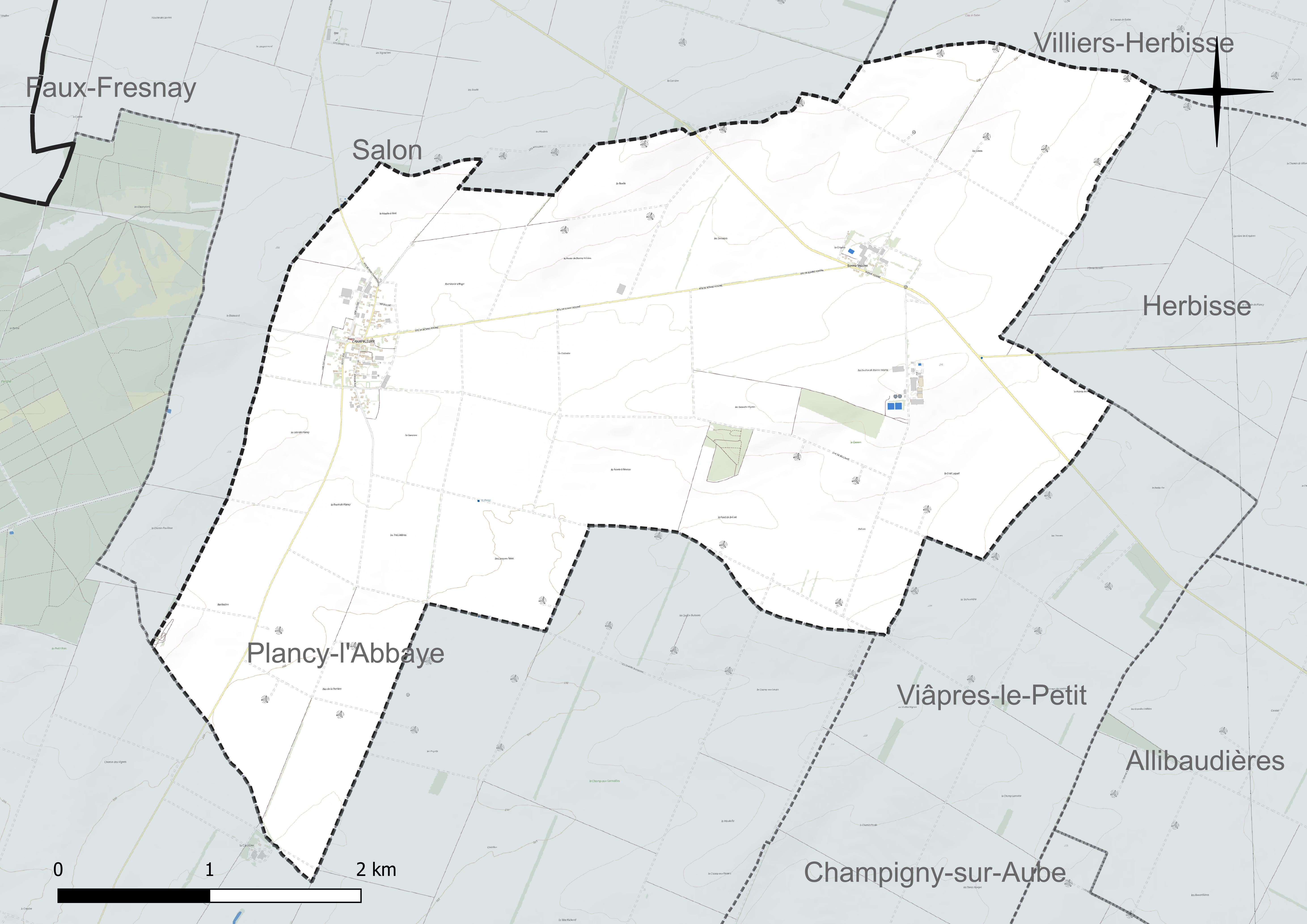
Réseau hydrographique de Champfleury.

### Climat
Pour des articles plus généraux, voir Climat du Grand Est et Climat de l'Aube.
En 2010, le climat de la commune est de type climat océanique dégradé des plaines du Centre et du Nord, selon une étude du Centre national de la recherche scientifique s'appuyant sur une série de données couvrant la période 1971-2000. En 2020, Météo-France publie une typologie des climats de la France métropolitaine dans laquelle la commune est exposée à un climat océanique altéré et est dans la région climatique Nord-est du bassin Parisien, caractérisée par un ensoleillement médiocre, une pluviométrie moyenne régulièrement répartie au cours de l’année et un hiver froid (3 °C).
Pour la période 1971-2000, la température annuelle moyenne est de 10,3 °C, avec une amplitude thermique annuelle de 16 °C. Le cumul annuel moyen de précipitations est de 718 mm, avec 11,2 jours de précipitations en janvier et 7,7 jours en juillet. Pour la période 1991-2020, la température moyenne annuelle observée sur la station météorologique de Météo-France la plus proche, « Dosnon », sur la commune de Dosnon à 17 km à vol d'oiseau, est de 11,0 °C et le cumul annuel moyen de précipitations est de 698,3 mm. 
La température maximale relevée sur cette station est de 41,6 °C, atteinte le 25 juillet 2019 ; la température minimale est de −25,8 °C, atteinte le 14 février 1956,,.
Les paramètres climatiques de la commune ont été estimés pour le milieu du siècle (2041-2070) selon différents scénarios d'émission de gaz à effet de serre à partir des nouvelles projections climatiques de référence DRIAS-2020. Ils sont consultables sur un site dédié publié par Météo-France en novembre 2022.

## Urbanisme

### Typologie
Au 1er janvier 2024, Champfleury est catégorisée commune rurale à habitat dispersé, selon la nouvelle grille communale de densité à 7 niveaux définie par l'Insee en 2022.
Elle est située hors unité urbaine et hors attraction des villes,.

### Occupation des sols
L'occupation des sols de la commune, telle qu'elle ressort de la base de données européenne d’occupation biophysique des sols Corine Land Cover (CLC), est marquée par l'importance des territoires agricoles (98,2 % en 2018), une proportion sensiblement équivalente à celle de 1990 (98,4 %). La répartition détaillée en 2018 est la suivante : 
terres arables (98,2 %), zones urbanisées (1,8 %). L'évolution de l’occupation des sols de la commune et de ses infrastructures peut être observée sur les différentes représentations cartographiques du territoire : la carte de Cassini (XVIIIe siècle), la carte d'état-major (1820-1866) et les cartes ou photos aériennes de l'IGN pour la période actuelle (1950 à aujourd'hui).

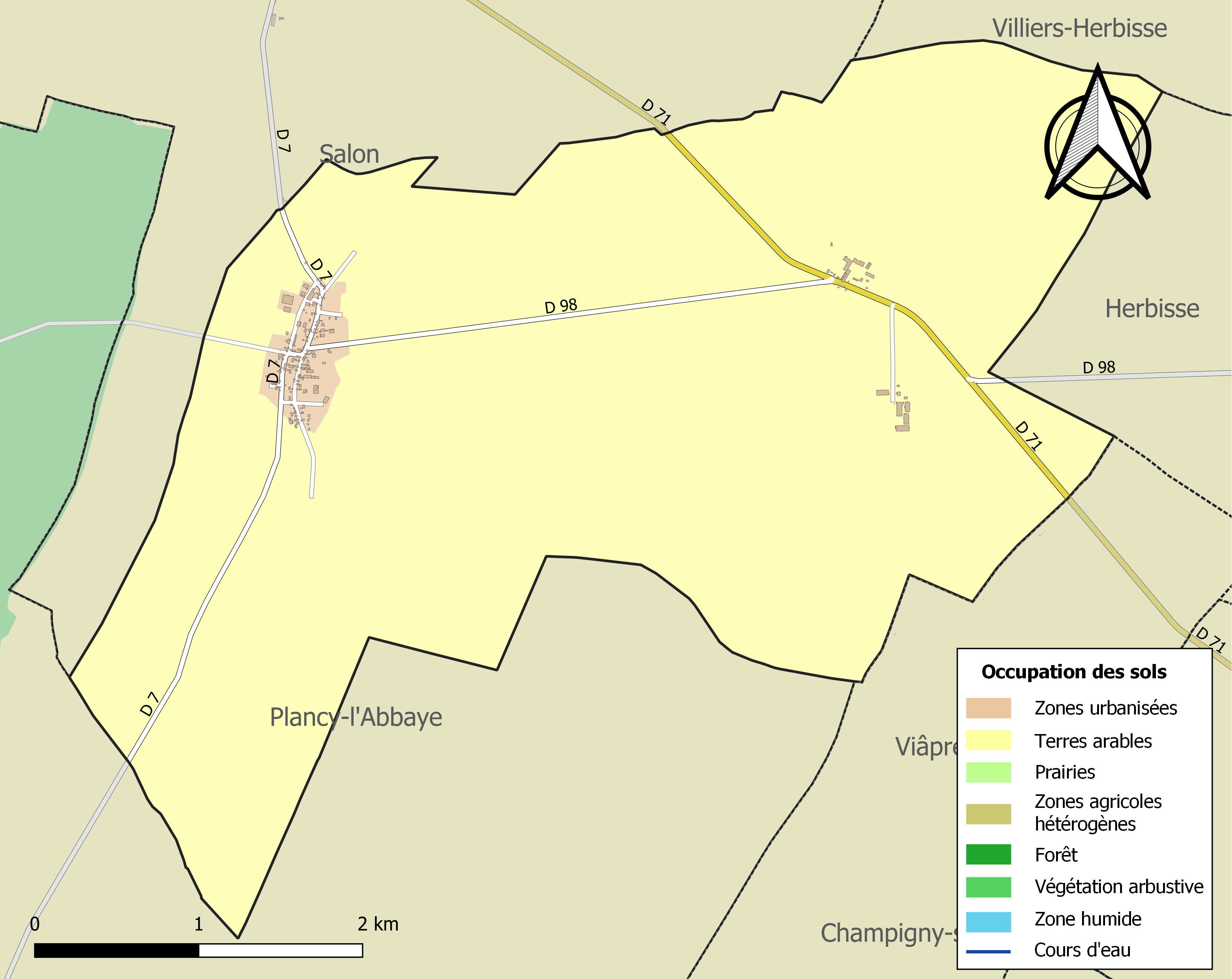
Carte des infrastructures et de l'occupation des sols de la commune en 2018 (CLC).

## Histoire
L'une des premières traces remonte à 1205 dans une donation de Hodealdis de Plancy. En 1300 il y avait une maison templière avec des terres qui donnaient alors vingt livres de revenus. Le fief était aux Anglures et aux Plancy avant de passer entièrement à la seigneurie de Plancy en 1547.
En 1789, le village dépendait de l'intendance, de la généralité et du bailliage de Chalons, de l'élection de Troyes.

### Bonne-Voisine
Ancien écart cité en 1144 avec une chapelle dans une sentence arbitrale de Gui de Montaigu, évêque de Troyes entre l'abbaye de Toussaints et le prieuré de Gaye. L'abbaye y avait une ferme mais l'ensemble fut détruit en 1565.

## Politique et administration
| Période                                  | Période   | Identité         | Étiquette | Qualité                                 |
| ---------------------------------------- | --------- | ---------------- | --------- | --------------------------------------- |
| 1793                                     | ?         | Vincent Corrard  |           |                                         |
| pendant                                  | 50 années | Bernard          |           |                                         |
| XIXe siècle                              |           | Lécrivain        |           |                                         |
| avant 1995                               | ?         | Robert Ludot     | DVD       |                                         |
| mars 2001                                | mars 2008 | Francis Desimpel |           |                                         |
| mars 2008                                | mars 2014 | Robert Ludot     | DVD       | Précédemment maire dans les années 1990 |
| mars 2014                                | En cours  | Guy Viala        | DVD       | Cadre supérieur                         |
| Les données manquantes sont à compléter. |           |                  |           |                                         |

## Démographie
L'évolution du nombre d'habitants est connue à travers les recensements de la population effectués dans la commune depuis 1793. Pour les communes de moins de 10 000 habitants, une enquête de recensement portant sur toute la population est réalisée tous les cinq ans, les populations de référence des années intermédiaires étant quant à elles estimées par interpolation ou extrapolation. Pour la commune, le premier recensement exhaustif entrant dans le cadre du nouveau dispositif a été réalisé en 2006.

En 2022, la commune comptait 109 habitants, en évolution de +2,83 % par rapport à 2016 (Aube : +0,7 %, France hors Mayotte : +2,11 %).
| 1793 | 1800 | 1806 | 1821 | 1831 | 1836 | 1841 | 1846 | 1851 |
| ---- | ---- | ---- | ---- | ---- | ---- | ---- | ---- | ---- |
| 309  | 296  | 322  | 310  | 287  | 333  | 310  | 309  | 293  |

| 1856 | 1861 | 1866 | 1872 | 1876 | 1881 | 1886 | 1891 | 1896 |
| ---- | ---- | ---- | ---- | ---- | ---- | ---- | ---- | ---- |
| 305  | 301  | 293  | 268  | 252  | 244  | 245  | 219  | 212  |

| 1901 | 1906 | 1911 | 1921 | 1926 | 1931 | 1936 | 1946 | 1954 |
| ---- | ---- | ---- | ---- | ---- | ---- | ---- | ---- | ---- |
| 214  | 190  | 174  | 149  | 153  | 140  | 142  | 135  | 144  |

| 1962 | 1968 | 1975 | 1982 | 1990 | 1999 | 2006 | 2011 | 2016 |
| ---- | ---- | ---- | ---- | ---- | ---- | ---- | ---- | ---- |
| 192  | 180  | 156  | 133  | 130  | 125  | 156  | 138  | 106  |

| 2021 | 2022 | - | - | - | - | - | - | - |
| ---- | ---- | - | - | - | - | - | - | - |
| 105  | 109  | - | - | - | - | - | - | - |

## Lieux et monuments
- Ligne de 6 éoliennes à la limite avec Salon et Villiers-Herbisse, dont la plus haute atteint 121 m.
- L'église Saint-Loup de Sens de Champfleury du XIIe siècle, était une succursale de celle de Salon et relevait donc du doyenné d'Arcis. Elle est dédiée à saint Leu, évêque de Sens, a subi des remaniements aux XIIIe et XVIe siècles.

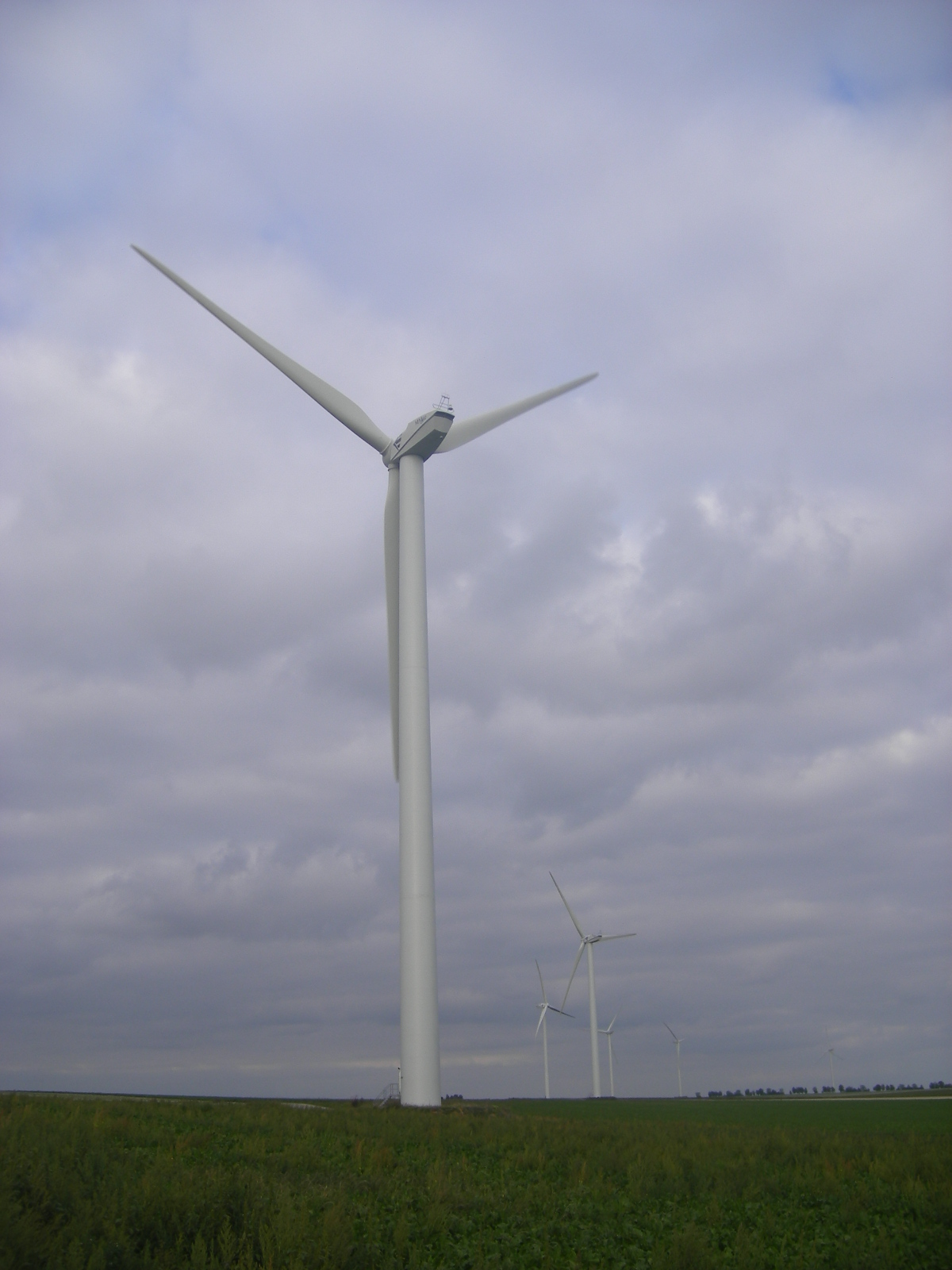
Éolienne à Bonne Voisine
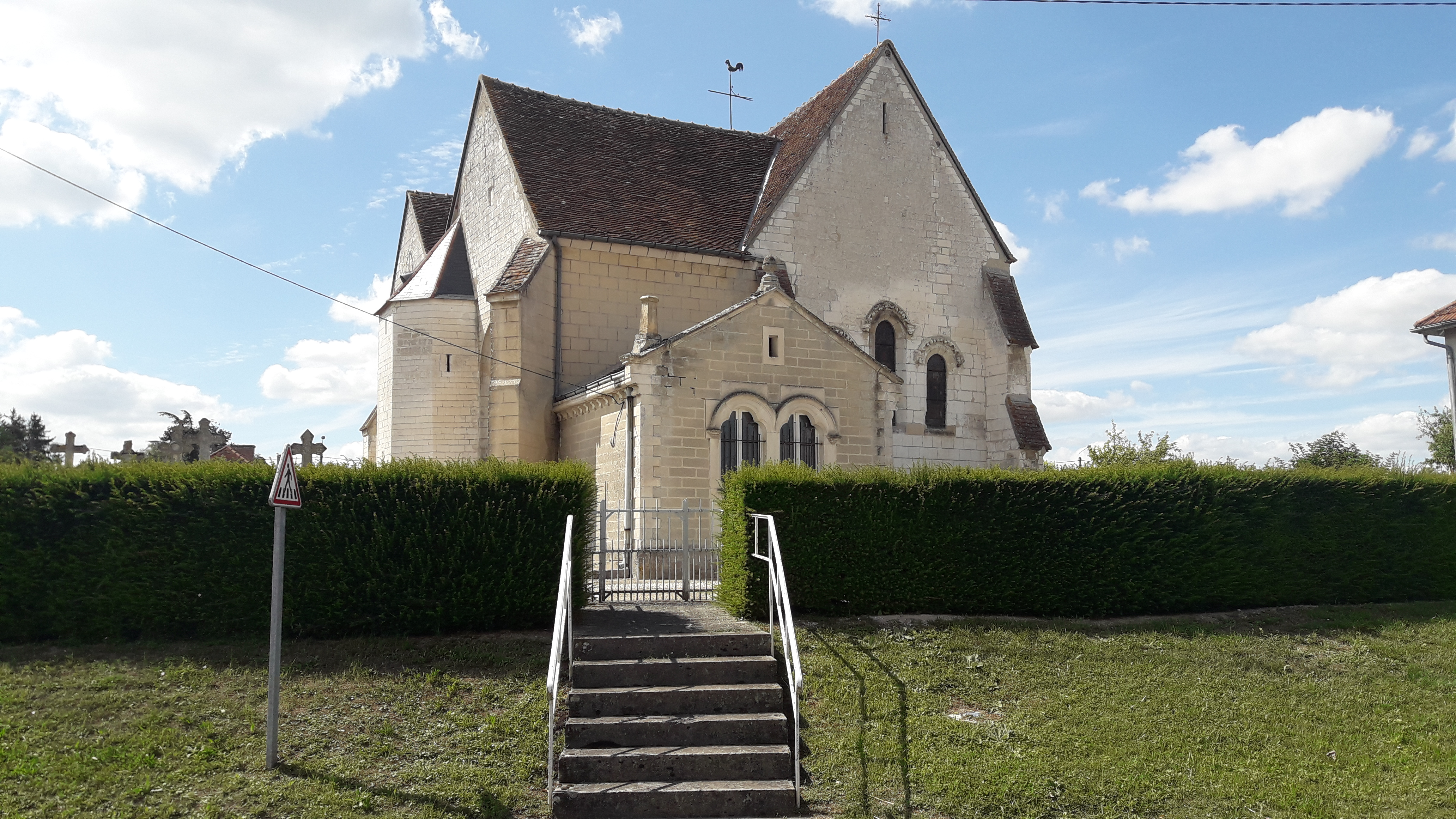
Église Saint-Leu de Champfleury